# Cryptocotyle lingua
Cryptocotyle lingua — вид трематод родини Heterophyidae. Голарктичний вид, остаточними хазяями яких виступають рибоїдні птахи, ссавці. Першим проміжним хазяїном виступають молюски родів Littorina, Paludestrina, Hydrobia; другий проміжний — різні види риб, переважно донні. Оскільки цей вид заражає ссавців (собаки, вовки, лиси, кішки, тощо), не виключно, що здатні заражати людину. Відомий випадок знаходження яєць цього паразита у фекаліях замерзлої людини з Аляски.